# GWR-Klasse 3700
Die Klasse 3700 oder City-Klasse der Great Western Railway (GWR) war eine Baureihe von 20 Schnellzuglokomotiven mit der Achsfolge 2’B (American). Die von George Jackson Churchward entworfenen Lokomotiven, oft einfach als Cities bezeichnet, erlangten Bekanntheit durch den inoffiziellen Geschwindigkeitsrekord der Lokomotive Nr. 3440 City of Truro, was der Baureihe zu einem besonderen Platz in der britischen Eisenbahngeschichte verhalf.

## Geschichte
Die erste Lokomotive der City-Klasse entstand 1902 durch Aufbau der Lokomotive Mauritius aus der von William Dean entworfenen Atbara-Klasse. Das ganze Untergestell bestehend aus Fahrwerk und Triebwerk wurde beibehalten, der Kessel wurde gegen den Churchward entwickelten Prototyp des Standardkessel Nr. 4. getauscht. Die Lokomotive war so erfolgreich, dass die GWR zehn neue Lokomotiven bestellte, die von den bahneigenen Werkstätten in Swindon 1903 abtgeliefert wurden. Sie erhielten Namen von Städten, weshalb die Baureihe als City-Klasse bezeichnet wurde. Weitere neun Lokomotiven wurden in den Jahren 1907 bis 1909 umgebaut. Bis 1912 erhielten alle Lokomotiven Überhitzer.
Die Lokomotiven wurden in den ersten Jahren für sämtliche Schnellzüge zwischen der Paddington Station in London und Cornwall eingesetzt, wurden jedoch mit der Ablieferung der Lokomotiven der Klassen Saint und Star nach und nach von diesen Diensten verdrängt. Zunächst kamen sie vor Schnellzügen von London in die Midlands zum Einsatz, später in Richtung Südwales. Schließlich wurden sie auch in diesen Diensten durch neuere Lokomotiven ersetzt und Ende der 1920er Jahre ausrangiert.
Die Lokomotive Nr. 3440 City of Truro, die Trägerin des inoffiziellen Geschwindigkeitsrekords, ist betriebsfähig erhalten und befindet sich im Besitz des National Railway Museums in York.

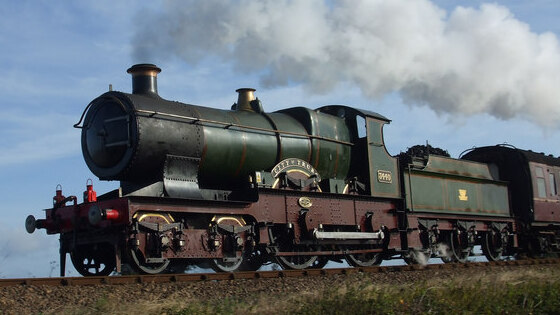
GWR 3440 City of Truro (2009)

## Geschwindigkeitsrekorde
Die Lokomotiven der City-Klasse waren im hochwertigen Schnellzugverkehr überaus erfolgreich, da sie die bereits mit den Lokomotiven der Atbara-Klasse erreichten verkürzten Fahrzeiten nochmals unterboten.
Die Lokomotive Nr. 3433 City of Bath setzte 1903 einen neuen Rekord für die nahezu 400 km lange Nonstop-Fahrt von London über Bristol nach Plymouth, die sie in 233,5 Minuten zurücklegte. Diese entspricht einer Reisegeschwindigkeit von 102 km/h. Der mit City-Lokomotiven bespannte Cornish Riviera Express verkehrte planmäßig ohne Halt mit einer Fahrzeit von 267 Minuten, was einer durchschnittlichen Geschwindigkeit von 88,8 km/h entsprach.
Im Mai 1904 stellte die Lokomotive Nr. 3440 City of Bath einen Geschwindigkeitsrekord bei Wellington im Somerset auf. Während einer Fahrt in Richtung London stoppte ein auf die Fahrt eingeladener Eisenbahnenthusiast die Zeit zwischen zwei Viertelmeilensteinen auf 8,8 Sekunden, was einer Geschwindigkeit von 164,6 km/h oder 102,3 mph entsprach. Damit wäre die Lokomotive das erste Landfahrzeug gewesen, das schneller als 100 mph gefahren wäre. Dieser Rekord wurde jedoch nie offiziell anerkannt. Die erste Lokomotive, die offiziell 100 mph fuhr, war die LNER-Klasse A3 Nr. 4472 Flying Scotsman, die den Rekord am 30. November 1934 aufstellte.

## Technik

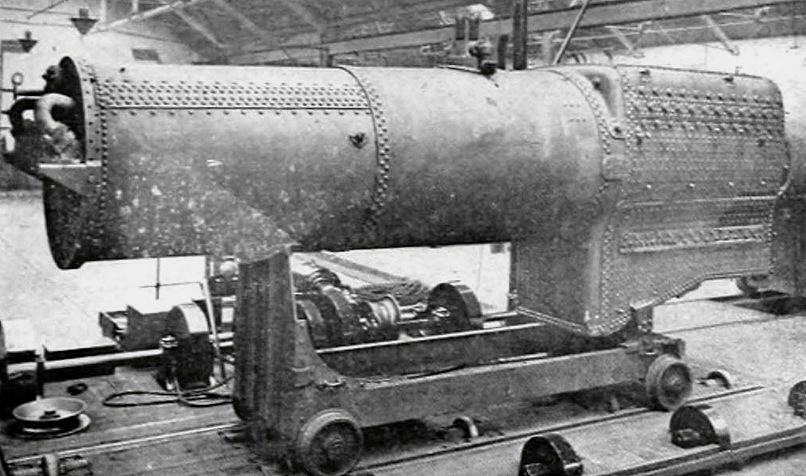
GWR-Standardkessel Nr. 4

Die Lokomotiven der City-Klasse stellen aus technischer Sicht ein Bindeglied zwischen den unter William Dean entwickelten GWR-Baureihen der viktorianischen Zeitalters und dem britischen Dampflokomotivbau des 20. Jahrhunderts dar. Das viktorianische Untergestell der Atbara-Klasse, das einen Doppelrahmen und ein Triebwerk mit Flachschiebern aufwies, wurde beibehalten, wurde jedoch mit dem leistungsfähigeren Standardkessel Nr. 4 mit Belpaire-Feuerbüchse ausgestattet.
Im Unterschied zum Kessel der Atbara-Kassel, der einen Langkessel mit gleichem Durchmesser an beiden Enden hatte, wies der Kessel der City-Klasse einen deutlich größeren Durchmesser an der Hinterseite gegen den Stehkessel auf und verjüngte sich nach vorne. Diese Konstruktion, in Englisch tapered boiler genannt, bot den Vorteil eines größeren Wasservolumens in der Nähe der Strahlungsheizfläche der Feuerbüchse, welche eine hohe Verdampfungsleistung ermöglichte. Gleichzeitig konnte im vorderen Teil des Kessels Gewicht eingespart werden, da in diesem Bereich, wo die Verdampfungsleistung aufgrund der kühleren Rauchgase ohnehin geringer war, weniger Wasser mitgeführt wurde.

## Namen
| Nr. bis 1912 | Nr. ab 1912 | Name      | Nr. bis 1912 | Nr. ab 1912 | Name      |
| ------------ | ----------- | --------- | ------------ | ----------- | --------- |
| 3400         | 3700        | Durban    | 3405         | 3705        | Mauritius |
| 3401         | 3701        | Gibraltar | 3406         | 3706        | Melbourne |
| 3402         | 3702        | Halifax   | 3407         | 3707        | Malta     |
| 3403         | 3703        | Hobart    | 3408         | 3708        | Ophir     |
| 3404         | 3704        | Lyttleton | 3409         | 3709        | Quebec    |

| Nr. bis 1912 | Nr. ab 1912 | Name               | Nr. bis 1912 | Nr. ab 1912 | Name               |
| ------------ | ----------- | ------------------ | ------------ | ----------- | ------------------ |
| 3442         | 3719        | City of Worcester  | 3437         | 3714        | City of Gloucester |
| 3441         | 3718        | City of Winchester | 3436         | 3713        | City of Chester    |
| 3440         | 3717        | City of Truro      | 3435         | 3712        | City of Bristol    |
| 3439         | 3716        | City of London     | 3434         | 3711        | City of Birmingham |
| 3438         | 3715        | City of Hereford   | 3433         | 3710        | City of Bath       |